# Alchemistentaler
Alchemistentaler (auch Alchimistentaler) sind Münzen, die angeblich aus künstlichem, durch Transmutation mittels des Steins der Weisen hergestellten Silber geprägt wurden. Im weiteren Sinn werden auch die Taler zu den Alchemistentalern gezählt, die durch alchemistische Zeichen für verschiedene Metalle gekennzeichnet sind.

## Erläuterung

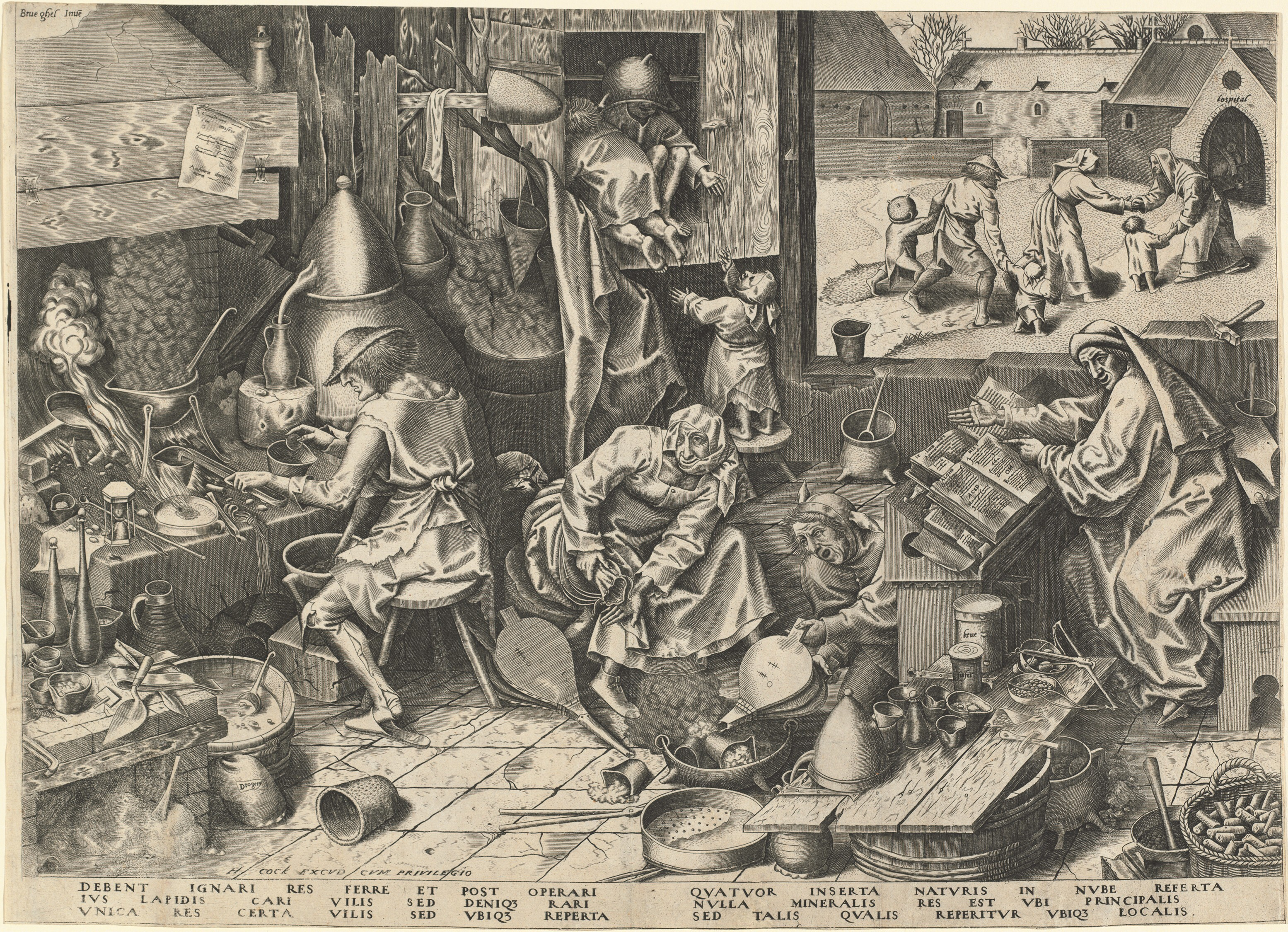
Pieter Bruegel der Ältere. Der Alchemist (1558) als Kupferstich von Philipp Galle

Ein erster Hinweis auf eine alchemistische Münze befindet sich in einer Bulle von Papst Johannes XXII. (1316–1334) aus dem Jahr 1317. Die Hoffnung, dass es nach geheimen Lehren mittels des „Steins der Weisen“ oder der „Großen Medizin“ möglich sei, Silber und Gold herzustellen, war noch bis ins 18. Jahrhundert verbreitet. Sie wurde unter Gelehrten diskutiert und von verschiedenen Fürsten zur Sanierung ihres Staatshaushaltes in Betracht gezogen. So ist auf einem alchemistischen Gepräge von 1657 mit fünf Zeilen Schrift die Umwandlung von Blei in Silber genannt: „Anno 1657 mense Julio/Ego J. J. Becher Doctor/Hanc unciam argenti finissimi/ex plumbo arte alchymica/transmutavi“ (lat. = Im Monat Juli des Jahres 1657 habe ich, Doktor J. J. Becher, diese Unze feinsten Silbers mit Hilfe der alchimistischen Kunst aus Blei hergestellt).

## Bekannte Alchemistentaler
(nach Helmut Kahnt)
- der Taler des Hauses Habsburg von Kaiser Rudolf II. aus der Münzstätte Hall von 1607 (siehe Abbildung),
- von Hessen-Darmstadt von 1717,
- von Holstein-Gottorp ohne Jahreszahl,
- von Sachsen-Gotha-Altenburg von 1687 (-in Sammlung Otto Merseburger (1894) Nr. 3080 ist es jedoch eine Medaille von Christian Wermuth angeblich „aus alchymist. Silber“),
- von Sachsen-Lauenburg ohne Jahreszahl[5] (-in Sammlung Otto Merseburger (1894) Nr. 4389 ist der angeblich „aus alchymist. Silber“) und
- die Krohnemann-Taler. Das sind allerdings drei zu den sogenannten alchimistischen Prägungen zählende Medaillen von Brandenburg-Bayreuth des Markgrafen Christian Ernst (1655–1712). Angeblich sollen sie aus dem von Baron Christian Wilhelm von Krohnemann auf alchemistischem Weg hergestellten Silber geprägt worden sein. Sie wurden auf die erste Schwangerschaft der Markgräfin, den Namenstag des Markgrafen und die Geburt des erstgeborenen Prinzen Georg Wilhelm geprägt. Als der Schwindel aufflog, wurde dem Baron der Prozess gemacht und 1686 wurde er gehenkt.[6]

### Erklärung zum Alchemistentaler Kaiser Rudolfs II.

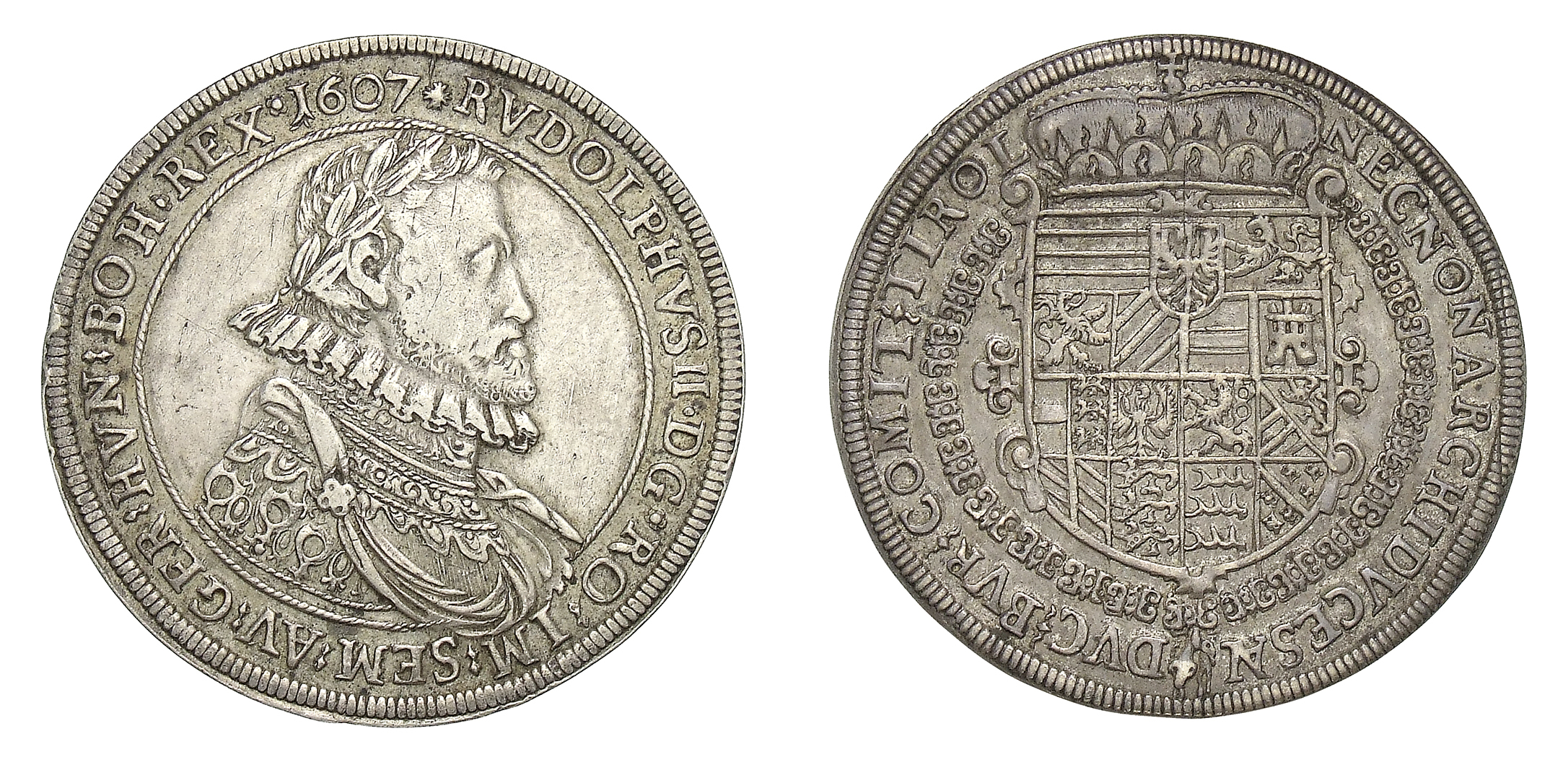
Alchemistentaler Kaiser Rudolfs II. von 1607 mit sechs alchemistischen Zeichen an der Schulter (Silber; Durchmesser 41 mm; 28,35 g)

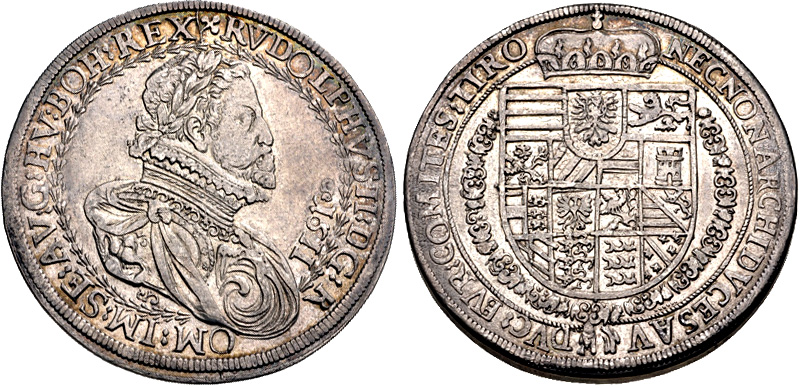
Zum Vergleich: „normaler“ Reichstaler Kaiser Rudolfs II. von 1611 ohne alchemistische Zeichen an der Schulter

Rudolf II. war Kaiser des Heiligen Römischen Reichs (1576–1612), König von Böhmen (1575–1611) sowie König von Ungarn (1572–1608) und Erzherzog von Österreich (1576–1608).
Den Alchimistentaler ließ Kaiser Rudolf II. nur 1607 prägen. Der Taler ist ein sogenannter Alchemistentaler, weil sich alchemistische Zeichen am Brustbild (an der Schulter) des Kaisers befinden. Die Münzstätte ist die Münze Hall in Tirol. Angeblich wurden solche Münzen aus einem mittels des Steins der Weisen künstlich hergestellten Silber geprägt.
Der Kaiser hatte eine große Leidenschaft für den Okkultismus und einen stark ausgeprägten Hang zu den Geheimwissenschaften. Sein Hof war Anziehungspunkt für hunderte Alchimisten. Unter ihnen waren prominente Chemiker sowie international berüchtigte Gaukler. Auf dem Hradschin hatte er ein eigenes Labor.
Der untere Taler ist ein üblicher Reichstaler von 1611 ohne alchemistische Zeichen, der nur zum Vergleich mit dem Alchemistentaler abgebildet ist.

#### Vorderseite
Die Vorderseite des Alchimistentalers (oben) zeigt das drapierte Brustbild Rudolf II. nach rechts mit Lorbeerkranz und alchemistischen Symbolen an der Schulter.
- Umschrift: RVDOLPHVS II D(ei) G(ratia) RO(manorum) IM(perator) SEM(per) AV(gustus) GER(maniae) HVN(gariae) BOH(emiae) REX 1607
- Übersetzung: Rudolf II. von Gottes Gnaden allzeit erhabener römischer Kaiser, deutscher König, König von Ungarn und Böhmen – Fortsetzung auf der Rückseite

#### Rückseite
Die Rückseite zeigt den bekrönten Wappenschild umgeben von der Kette des Ordens vom Goldenen Vlies.
- Umschrift: NEC NON ARCHIDVCES AV(striae) [AV als Ligatur] – DVC(es) BVR(gundiae) : COMIT(es) TIROL(is).
- Übersetzung: und dazu Erzherzöge von Österreich, Herzöge von Burgund, Grafen von Tirol.